# Nóżka ramienionogów

Współczesny ramienionóg Lingula sp. z Filipin: po prawej stronie widoczna muszla, po lewej nóżka

Nóżka, stylik (łac. pediculus) − część ciała niektórych ramienionogów.
Nóżka stanowi dolną część metasomy (tułowia). Narząd ten jest ścięgnisty i mięsisty, giętki, walcowaty w kształcie. Pokryty jest chitynowym oskórkiem, który nie ulega zwapnieniu, dzięki czemu zachowuje elastyczność.
Nóżka wystaje ze szczeliny między tylnymi brzegami skorupek (np. u Lingulidae) albo przechodzi przez deltyrium (i ewentualnie nototyrium), bądź też przez otwór nóżkowy w dziobie skorupki brzusznej, jak to ma miejsce u Terebratulida.
U Rhynchonelliformea proksymalny koniec nóżki połączony jest dwiema parami mięśni adiustorów kolejno z dnem skorupki brzusznej i grzbietowej.
U Craniida, Trimerellida i Thecideida nóżka nie występuje.